# حصار تولوز
تولوز تعرضت للحصار منذ 22 سبتمبر 1217 حتى 25 يوليو 1218 خلال الحملة الصليبية الألبيجينية، وكان هذا الحصار الثالث ضمن سلسلة من الحصارات على المدينة خلال ذروة جهود الصليبيين لقمع الكاثارية والنبلاء المحليين في لانغيدوك، انتهى الحصار بدحر الصليبيين، ومقتل قائدهم سيمون دي مونتفور الأكبر.

## خلفية
في عام 1211 أجرى سيمون دي مونتفور الأكبر حصاره الأول على تولوز، دون استخدام آلات الحصار، ويعتبره المؤرخون خطأ تكتيكيًا ولم يكن ناجحًا.(ص.135–141) بعد عامين من ذلك وخلال معركة موريه هُزمت قوات تولوز إلى حد كبير بقيادة الكونت ريمون السادس الذي نُفي إلى إنجلترا،(ص.169–171) وبذلك أصبح سيمون عمليًا حاكم تولوز بحلول عام 1214، إلا أن القرار لم يصبح رسميًا إلا بعد موافقة البابا إينوسنت الثالث عقب مجمع لاترانو الرابع في نوفمبر 1215،(ص.180–182) في الوقت نفسه بدأ ريمون السادس وابنه ريمون التخطيط لغزو مزدوج للمدينة لاستعادة أراضيهما.(ص.184–185)
بينما ذهب ريمون الأكبر إلى إسبانيا لتجنيد جيش ومهاجمة سيمون من الخلف، اتجه ابنه إلى وادي الرون وفرض حصارًا على بوكير في مايو 1216، كان سكان بوكير على علم بعودة ريمون الأصغر وفتحوا الأبواب لاستقباله ومواجهة الحامية الصليبية غير المستعدة،(ص.184) وفي النهاية تمكّن الصليبيون المحاصرون من الصمود في قلعة خارج أسوار المدينة لمدة أربعة أشهر،(ص.184) وعندما وصل سيمون لمساعدتهم، اضطرت الحامية إلى أكل خيولها قبل وصول المساعدة،(ص.185) استولى ريمون الأصغر على بوكير وحصّن أسوارها، بينما أبقى القلعة التي كان يقيم بها الصليبيون السابقون تحت مراقبة مشددة،(ص.186) حاول سيمون وقواته عدة مرات حصار المدينة للتواصل مع الحامية، دون جدوى،(ص.187) وأخيرًا في 24 أغسطس 1216 اضطر سيمون لقبول شروط الحصار، وكان ذلك أول هزيمة كبيرة له في الحملة الصليبية الألبيجينية أمام قائد شاب وغير مجرب.(ص.186–188)
بعد هذه الخسارة مباشرة، تم إعلام سيمون بأن سكان تولوز بدأوا بالتخطيط مع ريمون الأكبر، فاندفع عائداً إلى المدينة، وبحلول ذلك الوقت كان سيمون مدينًا لجنوده برواتبهم، فقرر أن تنهب تولوز تسدد لهم ذلك، وأثناء عودته، ألقي القبض على وفد من كبار المواطنين في قلعة ناربونيه واحتجزوا تحت الحراسة، وبأمره اجتازت مجموعات مسلحة من الصليبيين في الشوارع واقتحمت منازل النبلاء وتحمل النقود والمجوهرات".(ص.188)

## المعركة
بعد مغادرة سيمون دي مونتفورت إلى بروفنس، جمع الكونت ريمون السادس جيشًا وانضم إليه كونتّي فوا وكومينغ، وهزموا قوة صغيرة لمونتفور، وفي 13 سبتمبر 1217 دخل ريمون تولوز وسط هتافات السكان، وأعاد التولوزيون بناء الأسوار المهدمة، وصل غاي دي مونتفور في 22 سبتمبر وحاول الهجوم على الضواحي والأسوار، لكنه تصدى له الحلفاء التولوزيون، فاضطر سيمون إلى حاصر المدينة، خلال الشتاء تبادل الهجمات بين الطرفين، واستمر الصليبيون في محاولات اقتحام المدينة ولكن دون جدوى،و في 25 يونيو قتل سيمون على يد صخرة من منجنيق تولوزي أثناء إنقاذ أخيه، فتولى ابنه عموري القيادة، لكن معنويات الجيش الصليبي تراجعت، ورفع الحصار نهائيًا في 25 يوليو 1218.